# Rensselaer Polytechnic Institute
Rensselaer Polytechnic Institute, RPI, är ett amerikanskt privat forskningsuniversitet som ligger i Troy, New York och hade totalt 6 835 studenter (5 618 undergraduate students och 1 217 postgraduate students) för hösten 2014.
Utbildningsinstitutionen grundades den 5 november 1824 som Rensselaer School av markägaren och politikern Stephen van Rensselaer III och professorn Amos Eaton. 1832 valde man att byta namn på läroverket till Rensselaer Institute och 1861 fick den sitt nuvarande namn.
Universitet tävlar med 23 universitetslag i olika idrotter via deras idrottsförening RPI Engineers.

## Alumner
| Datorspel/Film/TV - Bobby Farrelly - David Hayter Fysiker - Ivar Giæver - Henry Augustus Rowland Geofysiker - Don L. Anderson Geologer - James Hall Idrottare - Nick Bailen - Erik Burgdoerfer - Jerry D'Amigo - Joé Juneau - Jason Kasdorf - Matt Murley - Adam Oates - Brandon Pirri - Daren Puppa - Graeme Townshend | - Mike Zalewski Ingenjörer - Theodore Judah Kemister - Eben Norton Horsford Molekylärgenetiker - Jeffrey Friedman Näringsliv - J. Erik Jonsson - Dennis Tito Politiker/offentlig förvaltning - George R. Dennis - John Olver Rymdfarare - Richard A. Mastracchio - Jack Swigert Stadsplanerare - Kevin Lynch |